# Винго (Кентаки)
Винго (енгл. Wingo) град је у америчкој савезној држави Кентаки.

## Демографија
По попису из 2010. године број становника је 632, што је 51 (8,8%) становника више него 2000. године.
| Група             | 2000.       | 2010.       |
| Белци             | 554 (95,4%) | 562 (88,9%) |
| Афроамериканци    | 17 (2,9%)   | 45 (7,1%)   |
| Азијати           | 0 (0,0%)    | 1 (0,2%)    |
| Хиспаноамериканци | 7 (1,2%)    | 8 (1,3%)    |
| Укупно            | 581         | 632         |